# クリス・キレン
クリス・キレン（Chris Killen, 1981年10月8日 - ）はニュージーランド・ウェリントン出身のサッカー選手である。ニュージーランド代表。ポジションはフォワード。2010 FIFAワールドカップにも出場している。

## 経歴
2000年にニュージーランド代表デビュー。2008年にはオーバーエイジ枠で北京オリンピックにも出場した。7大会ぶりの出場となった2010 FIFAワールドカップでもグループステージ全3試合に出場した。2013年までに通算48試合に出場、16得点をあげた。

## 所属クラブ
- 1999-2002  マンチェスター・シティFC

2000 → レクサムFC (loan)
2001 → ポート・ヴェイルFC (loan)
- 2002-2006  オールダム・アスレティックAFC
- 2006-2007  ハイバーニアンFC
- 2007-2009  セルティックFC

2009 → ノリッジ・シティFC (loan)
- 2010  ミドルズブラFC
- 2010-2011  深圳紅鑽
- 2012-2013  重慶足球倶楽部

## 代表歴

### 出場大会
- ニュージーランド代表
  - 2010 FIFAワールドカップ

### 試合数
- 国際Aマッチ 48試合 16得点（2000年-2013年）[1]

| ニュージーランド代表 | 国際Aマッチ | 国際Aマッチ |
| 年                   | 出場        | 得点        |
| -------------------- | ----------- | ----------- |
| 2000                 | 6           | 2           |
| 2001                 | 3           | 0           |
| 2002                 | 4           | 5           |
| 2003                 | 3           | 0           |
| 2004                 | 0           | 0           |
| 2005                 | 0           | 0           |
| 2006                 | 4           | 1           |
| 2007                 | 1           | 0           |
| 2008                 | 0           | 0           |
| 2009                 | 8           | 2           |
| 2010                 | 7           | 1           |
| 2011                 | 3           | 0           |
| 2012                 | 7           | 3           |
| 2013                 | 2           | 2           |
| 通算                 | 48          | 16          |